# William S. Graves
Pour les articles homonymes, voir William Graves (homonymie).
William S. Graves est un militaire américain, au grade de major général, né le 27 mars 1865 et décédé le 27 février 1940. Il est le commandant en chef du corps expéditionnaire US en Sibérie lors de l'intervention de l'Entente durant la guerre civile russe de 1918.

## Biographie
Graves est né le 27 mars 1865 à Mount Calm au Texas, fils d'Andrew Carrol, un révérend baptiste, et d'Evelyn, née Bennett.
Le 2 juin 1889, Graves est diplômé de l'Académie militaire de West Point.
Deux ans plus tard, le 9 février 1891, il se marie avec Katherine Pauline « Kate » Boyd, à Cheyenne, Wyoming. Katherine est la nièce du commandant Henry C. Merriam.
Graves sert durant la guerre hispano-américaine aux Philippines, il était commandant de compagnie de la bataille de Caloocan.

En 1918, Graves devient commandant de la 8e division d'infanterie américaine et à la demande du président Woodrow Wilson, il est envoyé en Sibérie durant l'intervention alliée. Les troupes américaines (ainsi que celles de 14 autres nations alliées) sont intervenues en Russie pour déstabiliser la Révolution Russe en pleine "Guerre civile", déstabilisation que condamnait Graves.
«Le fait est qu’une telle action était une ingérence délibérée dans les affaires intérieures du peuple russe prolongeant la guerre civile et entraînant une perte incalculable en vies et en biens.»

Mémoires du général Graves

Graves déplorait aussi les massacres commis par les troupes anti-communistes telles que celles des États-Unis de Woodrow Wilson ou du Royaume-Uni de Winston Churchill.
«Il y avait d’horribles meurtres, mais ils n’ont pas été commis par les bolcheviks comme le monde entier le croit. Je prends une large marge de sécurité en disant que pour chaque personne tuée par les bolcheviks les anti-bolcheviks en ont tué une centaine.»

Mémoires du général Graves
Les forces britannique, française et japonaise en Sibérie suivaient toutes des ambitions politiques au-delà des objectifs déclarés des Alliés, qui étaient de protéger les approvisionnements de leurs alliés tsaristes et d'armer des troupes alliées étrangères, principalement les Tchèques. Ce sont principalement les Britanniques et les Français qui ont essayé de supprimer les forces bolcheviques (qui ont été à un moment soutenues par les Allemands). Les Japonais avaient quant à eux pour plan sous-jacent d'annexer une partie de la Sibérie orientale (la région de l'Amour, à l'est du lac Baïkal). Les Japonais ont ainsi déployé environ 72 000 soldats, donc 6 fois plus que les effectifs autorisés par les Alliés, fixés à 12 000.
Les forces américaines ont entretenu et exploité la petite partie du chemin de fer Transsibérien dont la garde leur avait été assignée, durant deux ans. L'armée américaine n'a pas pu atteindre son objectif principal et l'ensemble de la Légion tchèque a été évacuée hors de la Russie en passant par Vladivostok. Les derniers soldats américains ont quitté la Sibérie le 1er avril 1920.
Graves a été promu au grade de major général le 11 juillet 1925, et se retira de l'armée en 1928, puis écrivit un livre sur son séjour en Sibérie.
William et Kate ont eu quatre enfants, dont Marjorie (19 novembre 1892 - 1824 février 1894), Sidney Carroll (1893-1974) et Dorothy (Mme William R. Orton). Son fils, le major Sidney C. Graves, a reçu la Croix de guerre durant la Première Guerre mondiale, et une seconde pour la campagne russe ; en 1921 il épousa Olga Roosevelt (Bayne), parente directe du président Theodore Roosevelt (le grand-père d'Olga, Robert Barnwell Roosevelt, était le frère du père du président, Theodore Roosevelt Sr.).